# Жеруха лучна
Жеруха лучна (Cardamine pratensis) — вид трав'янистих рослин родини капустяні (Brassicaceae).

## Етимологія
Видова назва лат. pratensis означає «лучний».

## Опис
Багаторічник 20–30(80) см заввишки, зазвичай голий, рідко — рідко волосистий базально. Кореневища циліндричні, відносно короткі. Стебла прямовисні, нерозгалужені, (8)15–55(80) см. Пірчасті листки завдовжки 5–12 см, складаються з 5–9(30) сегментів; черешкові або сидячі; черешки (1)2–7(10) см завдовжки. Листові пластини округлі або широко оберненояйцеподібні, у діаметрі 0,3–2 см. Квіти утворюються на квітконосі 10–30 см завдовжки, кожна квітка 1–2 см в діаметрі з чотирма зворотнояйцеподібними, блідо-рожевими (рідко білими) пелюстками. Плоди лінійні стручки, (1,6)2,5–4,5(5) см завдовжки та (1,2)1,5–2,3 мм завширшки. Насіння світло-коричневе, довгасте, 1,2–1,8(2) мм завдовжки та 1–1,4 мм завширшки. число хромосом 2n= 16.

## Вегетативне розмноження
Крихке нижнє листя, що падає на ґрунт, проростає придатковими корінцями та бруньками, з яких виростає нова рослина.

## Поширення
Азія Китай, Японія — Хоккайдо, Корея, Казахстан, Монголія, Росія; Європа: Білорусь, Естонія, Латвія, Литва, Україна, Австрія, Бельгія, Чехія, Німеччина, Угорщина, Нідерланди, Польща, Словаччина, Швейцарія, Данія, Фінляндія, Ірландія, Норвегія, Швеція, Велика Британія, Албанія, Боснія і Герцеговина, Болгарія, Хорватія, Греція, Італія, Македонія, Словенія, Франція, Португалія, Іспанія; Північна Америка: Гренландія, Канада, США. Натуралізований: Португалія — Азорські острови. Населяє вологі ґрунти, береги потоків, трав'яні луки, заболочені поля, мохові ділянки, вологі улоговини, торф'яні береги, та ін.
Зростає на сирих луках, по берегах річок і боліт — У Закарпатті, Карпатах, Передкарпатті, Поліссі, Лісостепу, рідко.

## Використання
Вирощується як декоративна рослина в садах.
Свіже та найбільше прикореневе листя можна їсти у свіжому та вареному вигляді. Йде на приготування гострих салатів та соусів, що замінює перець, а також для надання гострого смаку вінігретам та м'ясним стравам. Перед вживанням листя ріжуть на дрібні шматочки. Варене листя жерухи надає приємного й своєрідного смаку та аромату юшкам, овочевим гарнірам, використовується як приправа до картоплі. У Вірменії листя жерухи використовують як присмаку до борошняних страв, а молоде пагіння й листя маринують та солять.

## Цікаві факти
Квіти жерухи хиляться донизу перед дощем та вночі, щоб у чашечки не потрапила дощова вода чи вранішня роса. Знаючи цю особливість, по квітках можна передбачати погоду.

## Галерея

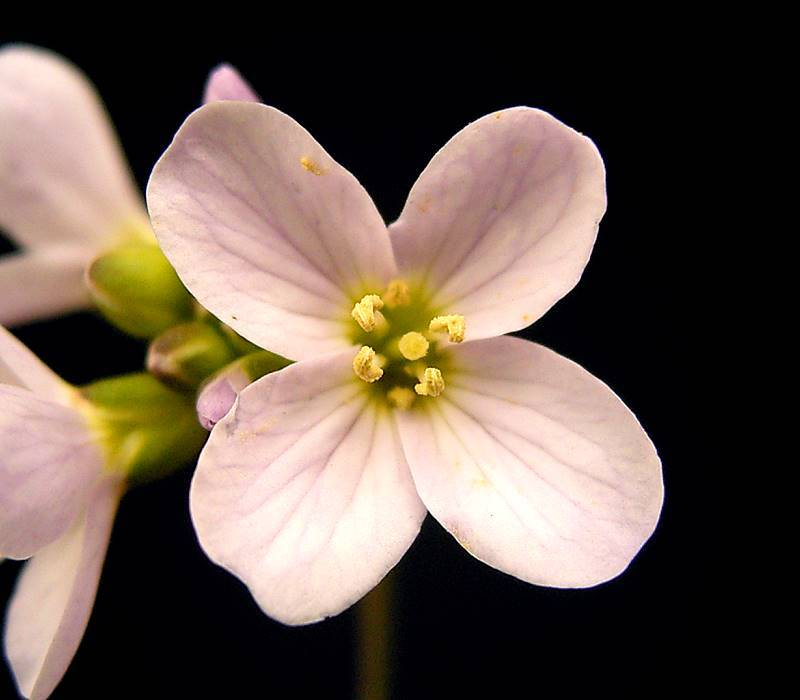
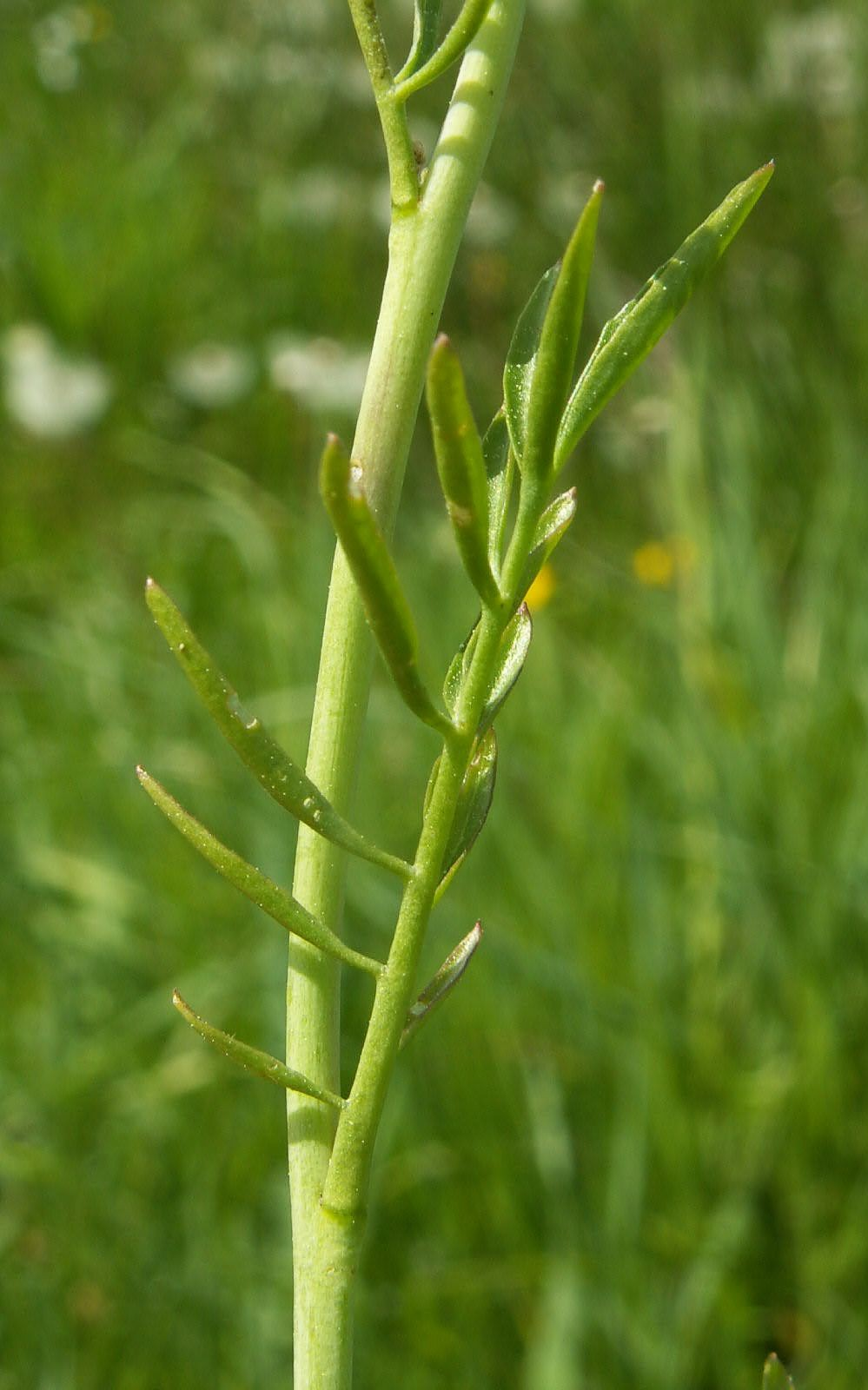
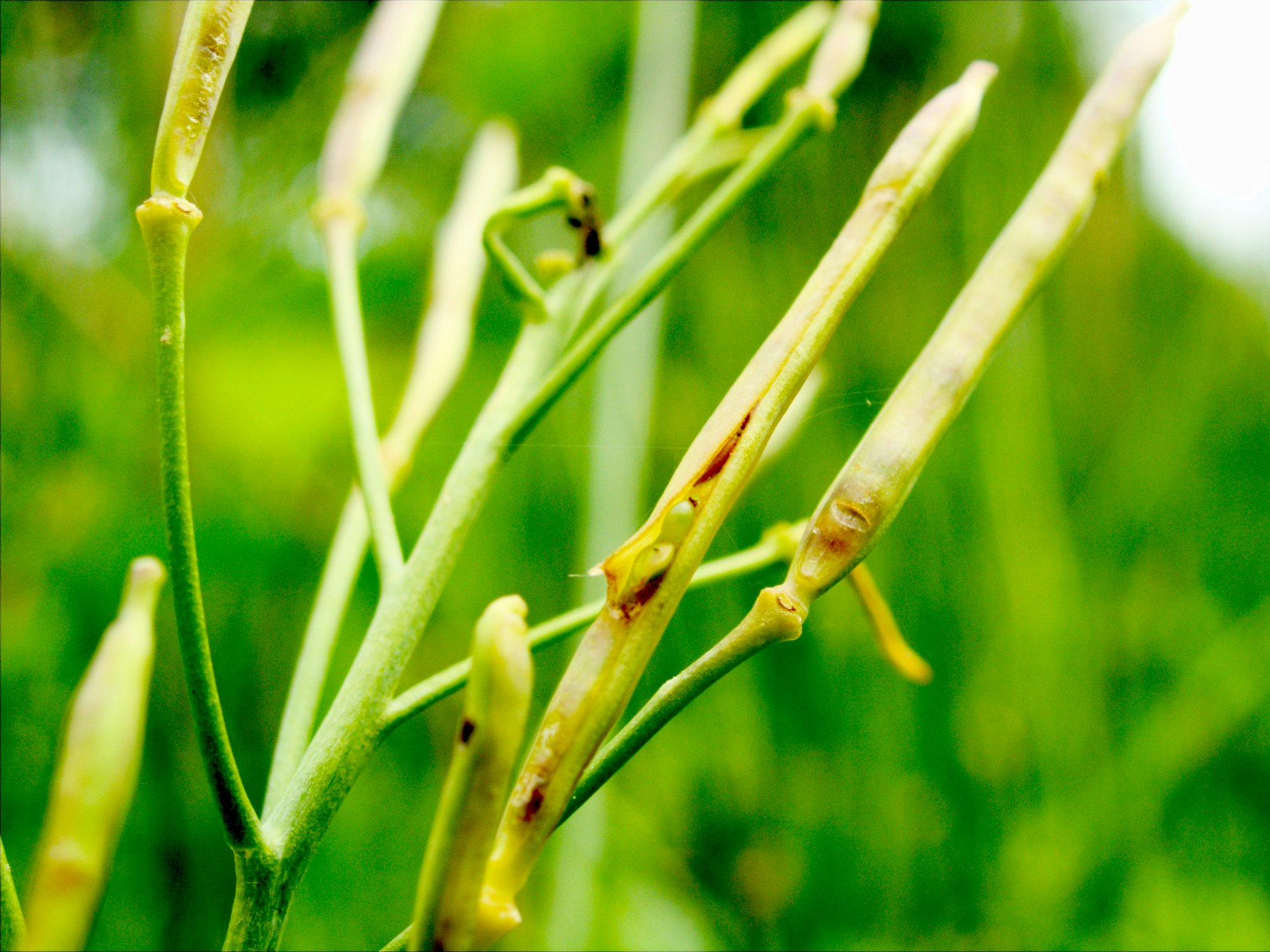
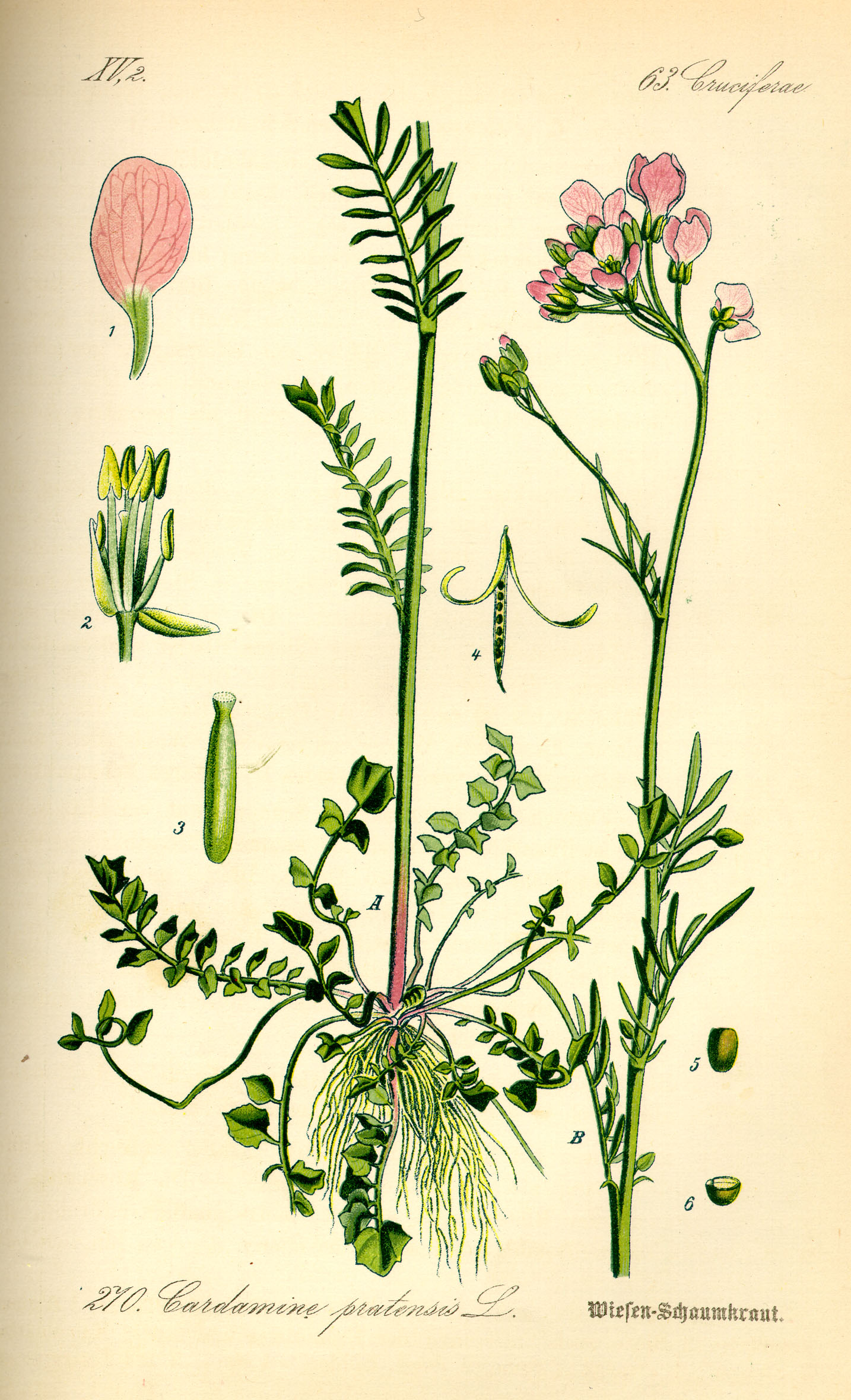
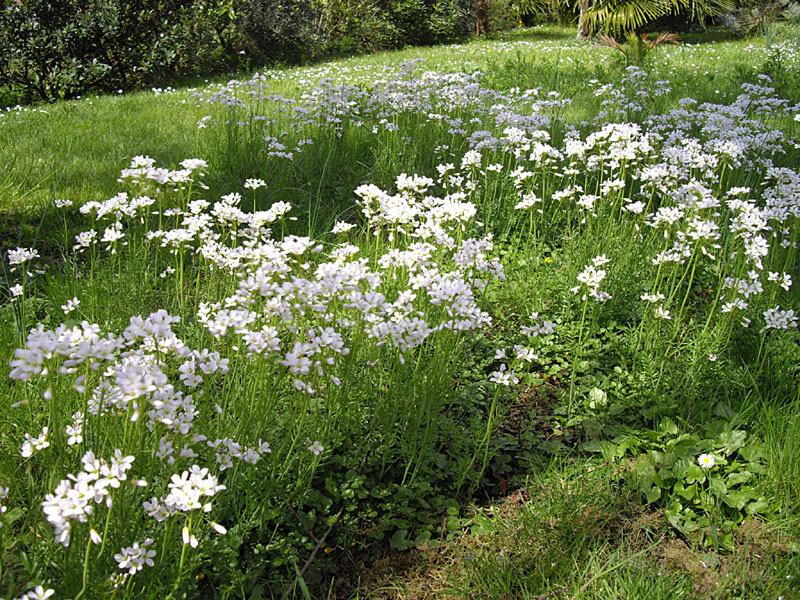